# Pârâul Moale
Pârâul Moale este un curs de apă, afluent al râului Valea Lupului. 